# 呉工業
呉工業株式会社（くれこうぎょう、英文表記：KURE Engineering Ltd、略称：KUREもしくはKURE CRC）は、東京都目黒区に本社を置く、潤滑剤・自動車関連用品（ワックス・洗浄剤等）・生活関連製品（消臭スプレー・メガネ洗浄剤）のメーカーである。

## 概要
特に「サビを取り、動きをよくする KURE 5-56」というキャッチコピーの浸透潤滑剤「KURE 5-56」（クレ ゴーゴーロク）が有名である。また、自動車用・家庭用兼用のツヤ出しスプレー「KUREポリメイト」という製品も扱っている。同社はアメリカの自動車関連および生活関連用品のメーカー・CRCインダストリーと業務提携関係にあり、同社製品の一部には「KURE」の他に「KURE CRC」のブランド表記を入れている。

## 沿革
- 1960年8月 - 東京・丸の内にて呉工業株式会社設立
- 1962年 - CRCインダストリー社と提携、同社製品の輸入・販売を開始
- 1962年10月 - KURE 5-56発売開始
- 1976年1月30日 - 本店を東京都千代田区丸の内一丁目4番2号から東京都目黒区東山一丁目16番13号の新本社ビルに移転
- 1979年4月 - クレポリメイト発売開始
- 1983年4月27日 - 資本金を500万円から2,000万円に増資
- 1984年5月 - ワンドロップレンズクリーン発売開始
- 1986年4月 - メディゾール発売開始
- 1993年12月 - シトラスクリーン発売開始
- 1997年4月5日 - 本店を東京都世田谷区太子堂四丁目1番1号のキャロットタワーに移転
- 2002年8月 - 東京都目黒区の現在地に新社屋竣工
- 2019年9月 - 接着剤 ゴリラグルー（英語: Gorilla Glue）、ゴリラテープ（英語: Gorilla Tape）など、The Gorilla Glue Companyのゴリラシリーズ発売開始

## 主な製品

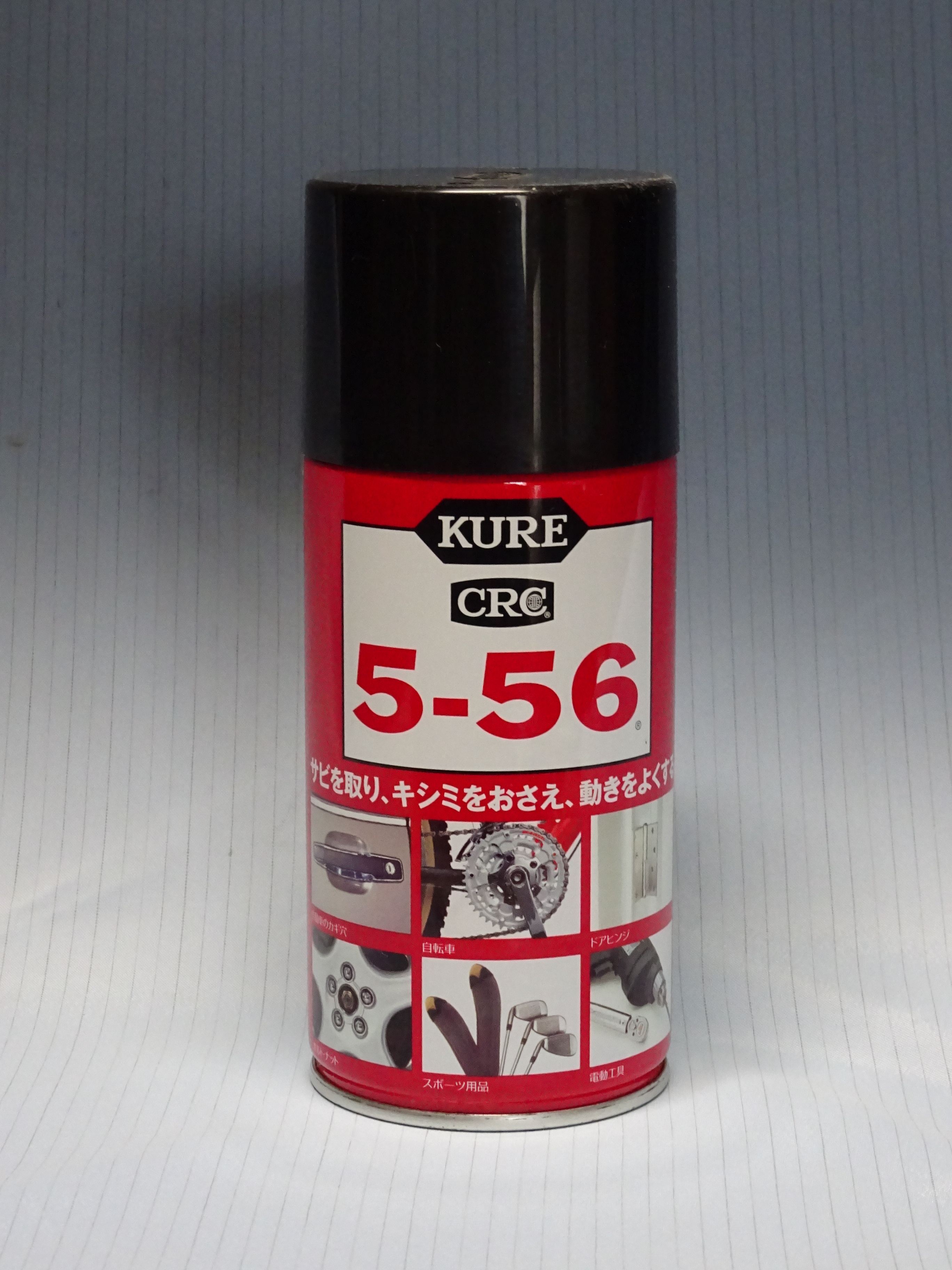
KURE 5-56（320ml缶）

- 5-56 及びSuper 5-56や5-56DX等シリーズ製品(さび取り、防錆、潤滑、洗浄、防湿剤)
- ポリメイト（保護・ツヤ出し剤）
- ニューシトラスクリーンシリーズ（手肌の油汚れ用洗浄剤）
- メディゾール（除菌・衛生スプレー）
- ワンドロップレンズクリーン（レンズ用洗浄剤）
- アイスパンチ
- メンテナンスシリーズ
- ブレークリーン(自動車ブレーキの洗浄剤)

ほか

## 提供番組
2024年2月現在
- FOOT×BRAIN（テレビ東京、不定期）
- 有吉ぃぃeeeee!そうだ!今からお前んチでゲームしない?（テレビ東京、不定期）
- サンテレビボックス席 （サンテレビ、不定期）
- 笑点（日本テレビ、不定期）
- おぎやはぎの愛車遍歴 NO CAR, NO LIFE!（BS日テレ）

上記の他に週替わりでのスポンサーやその他番組・コーナーや交通情報などのスポンサーでも提供クレジットでは「KURE5-56でおなじみの呉工業がお送りする…」と読まれることが通例である。
- ショウアップスポーツ
- 鶴光の噂のゴールデンリクエスト
- 安東弘樹 Let’s Go Friday
- 伊集院光のタネ（ナイターオフシーズンのみ）

（以上、ニッポン放送）
以上の4番組は「5-56天気予報」として夕方5時56分（17時56分）に放送される天気予報のスポンサー。
- ニッポン放送ショウアップナイター　(ニッポン放送)　「5-56ナイター情報」、毎週火曜日→木曜日（2013年現在）のスポンサー。
  - 進行の都合上、5時56分を前後する場合は「5時56分を○分過ぎました（あと○分で5時56分です）。」とコメントを入れる。
- Skyrocket Company
- ドライバーズインフォ(金曜17:55版)

（以上、TOKYO FM）
以上の2番組は夕方5時55分（17時55分）に放送される交通情報のスポンサー。前述のニッポン放送の番組とほぼ同じ時間帯ではあるが、タイトルに「5-56」は含まれない。
- 文化放送ライオンズナイター（文化放送）
- ABCフレッシュアップベースボール（ABCラジオ）毎週火曜日のスポンサー。

過去
- ワールドプロレスリング（テレビ朝日、1970年代 - 1980年代）
- JNNニュース（TBS、1980年代）
- とんねるずのみなさんのおかげでした（フジテレビ）
- 東海テレビ制作昼の帯ドラマ（東海テレビ制作・フジテレビ系列、1980年代）
- 木曜洋画劇場（テレビ東京、1980年代）
- 出没!アド街ック天国（テレビ東京）
- 月曜ワイド劇場 (テレビ朝日)
- スーパーモーニング　(テレビ朝日)
- サタスペ!（テレビ朝日）
- 金曜スペシャル（東京12チャンネル→テレビ東京）
- モーターランド（テレビ東京→テレビ愛知）
- いつでも笑みを!（関西テレビ・フジテレビ系列）
- ASAYAN（テレビ東京）
- 今夜もオトパラ!（ニッポン放送）
- 文化放送スポーツスクエア SET UP!!（文化放送）

19時台は全国ゾーンのスポンサー。
など多数。